# Aragóniai Mária portugál királyné

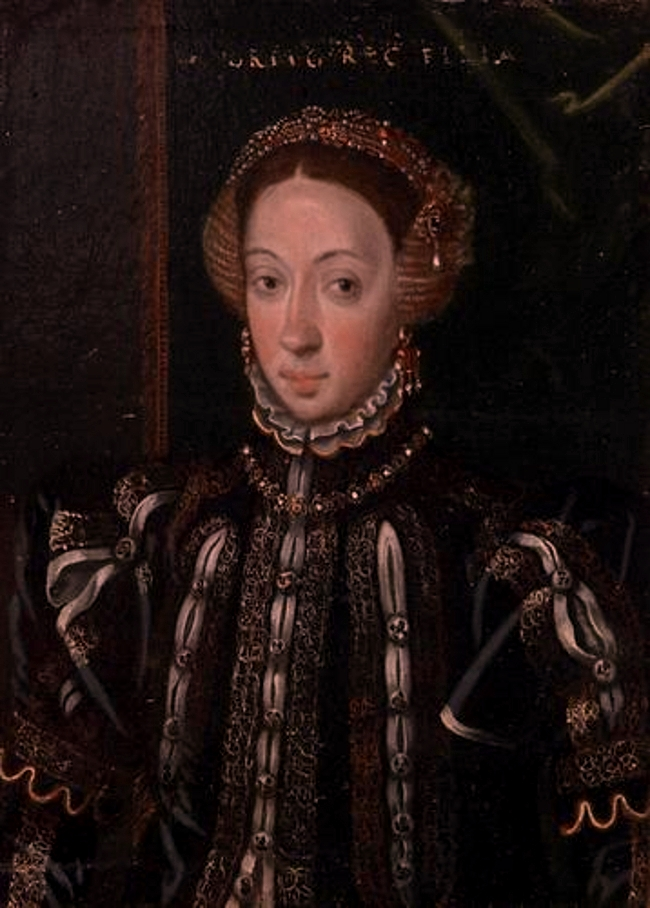
Aragóniai Mária infánsnő

Aragóniai Mária (Córdoba, 1482. június 29. – Lisszabon, 1517. március 7.); aragóniai és kasztíliai infánsnő (spanyolul: María de Aragón y Castilla), 1500-tól Portugália királynéja (portugálul: Maria de Aragão e Castela, Rainha de Portugal).

## Élete
II. (Aragóniai) Ferdinánd király és I. Izabella kasztíliai királynő harmadik leánya. Két nővére (Izabella és Johanna) és egy bátyja (János) volt, továbbá egy húga (Katalin). Volt egy ikertestvére is, ám ő halva született. Húga, Katalin hercegnő 1509-ben nőül ment volt sógorához, VIII. Henrik angol királyhoz, s ő lett I. Mária angol királynő édesanyja. Johanna nevű nővére már 1496-ban, 16 évesen hozzáment I. Miksa német-római császár és Burgundi Mária egyetlen fiához, Szép Fülöp főherceghez, és az ő gyermekük lett V. Károly német-római császár.
A királyné 1517. március 7-én halt meg Lisszabonban. Csak 34 éves volt. A Jeronimo kolostorban helyezték végső nyugalomra. Férje 4 évvel később követte őt a halálba, ám előtte még 1518-ban újra megnősült. (Néhai feleségének unokahúgát, Ausztriai Eleonórát, V. Károly császár nővérét vette nőül, akitől két gyermeke született házasságuk három éve alatt: 1520-ban Károly és 1521-ben Mária.)

## Családja
Amikor az infánsnő elérte a házasulandó kort, szülei úgy gondolták, ügyes diplomáciai fogás lenne, ha leányukat férjhez adnák IV. Jakab skót királyhoz , ám az eljegyzés végül nem valósult meg, hanem helyette Máriát I. Mánuel portugál királyhoz adták hozzá , akinek a leány már a második felesége volt. (A király előző hitvese Mária nővére, Aragóniai Izabella volt, aki 1498-ban hunyt el.)
A párnak összesen 10 gyermeke született, akik közül ők nyolcan érték el a felnőttkort:
- 1502-ben jött világra János, aki III. János néven Portugália következő uralkodója lett
- 1503-ban Izabella, akiből német-római császárné lett rokona, V. Károly császár feleségeként
- 1504-ben Beatrix (1504–1538), aki III. Károly savoyai herceg felesége lett
- 1506-ban Lajos
- 1507-ben született Ferdinánd
- 1509-ben Alfonz, Portugália bíborosa 1540-ben bekövetkezett haláláig
- 1512-ben született Henrik, aki Alfonzó halála után lett a portugál királyság új bíborosa, majd pedig ő követte I. Mánuel portugál király unokáját, Sebestyén királyt a portugál trónon, mivel annak nem született gyermeke
- 1515-ben jött világra Eduárd, IV. János portugál király dédapja